# 吉田秋生
吉田秋生（日语：／ Yoshida Akimi，1956年8月12日—），女性日本漫畫家，東京都澀谷區人，畢業於武藏野美術大學。
吉田的創作生涯始於1977年，出道作為，1983年因兩部作品與《吉祥天女》，獲得第29屆小學館漫畫賞，2001年，以《YASHA 夜叉》再度拿下第 47 屆小學館漫畫賞。

## 作品列表
1977年
1979年
- ，後有番外篇

1983年
1984年
- 《吉祥天女》，原名為

1985年
- 《櫻園 / 樱之园》，原名為
- 《Banana Fish》，原名為，共 19 集，後有番外篇

台灣長鴻出版社版譯為《BANANA FISH 顫慄殺機》，台灣東販譯名為《BANANA FISH》。
1989年
1993年
1995年
收錄短篇作品如、等。
- 《情人的吻（日语：ラヴァーズ・キス）》，原名為

1996年
- 《YASHA 夜叉（日语：YASHA-夜叉-）》，原名為

2004年
- 《沈睡的夏娃》，原名為

2007年
- 《海街日記》，原名為

收錄短篇作品如、《y》、等。
2009年
收錄短篇作品如、等。
2019年
- 《詩歌川百景》

## 影視改編作品列表
- 1981年，改編為動畫版電影。
- 1990年，《櫻園》電影版上映，主演為中島博子（日语：中島ひろ子）。
- 1991年，日劇《世界奇妙物語》以《ざしきわらし》為劇本，演出陣容有永島敏行、澤田和美（英语：沢田和美）、栗田洋子（英语：栗田よう子）、光石研等。
- 2000年4月，《YASHA 夜叉（日语：YASHA-夜叉-）》的日劇版《夜叉》播出，主演為伊藤英明。
- 2003年，《情人的吻（日语：ラヴァーズ・キス）》電影版上映，主演為平山綾及成宮寬貴等。
- 2006年4月，《吉祥天女》電視劇播出，主演為岩田小百合。
- 2007年，《吉祥天女》電影版上映，主演為鈴木杏。
- 2008年，《櫻園》重製版電影《櫻之園》上映，主演為福田沙紀。
- 2015年，《海街日記》電影版上映，由是枝裕和執導，主演為綾瀨遙、長澤雅美、夏帆及廣瀨鈴。
- 2018年7月，《Banana Fish》動畫版播出。

## 其他
- 1985年，擔任角川動畫電影的人物設定（此片原作為片岡義男的小說）。

## 外部連結
- 吉田秋生 ファンのページ （页面存档备份，存于） （日語）
- 小學館漫畫@flowers （日語）－2002年6月的刊登專訪